# Tyler Motte
Tyler Motte, född 10 mars 1995, är en amerikansk professionell ishockeyforward som spelar för New York Rangers i NHL.
Han har tidigare spelat för Chicago Blackhawks, Columbus Blue Jackets, Vancouver Canucks och Ottawa Senators i NHL; Rockford Icehogs, Cleveland Monsters och Utica Comets i AHL; Michigan Wolverines i NCAA samt Team USA i USHL.

## Klubbkarriär

### Chicago Blackhawks
Motte draftades av Chicago Blackhawks i fjärde rundan i 2013 års draft som 121:a spelare totalt.

### Columbus Blue Jackets
23 juni 2017 tradades han tillsammans med Artemij Panarin och ett sent draftval 2017 till Columbus Blue Jackets i utbyte mot Brandon Saad, Anton Forsberg och ett draftval 2018.

### Vancouver Canucks
På tradefönstrets sista dag 2018, den 26 februari, skickades Motte tillsammans med Jussi Jokinen till Vancouver Canucks, i utbyte mot Thomas Vanek.

## Statistik
| 2008–2009   | Detroit Honeybaked U13 | T1EHL       | 31  | 22 | 21 | 43  | 18 | —  | — | — | — | — |
| 2009–2010   | Detroit Honeybaked U14 | T1EHL       | 31  | 20 | 19 | 39  | 18 | —  | — | — | — | — |
| 2010–2011   | Detroit Honeybaked U16 | T1EHL       | 34  | 23 | 14 | 37  | 20 | —  | — | — | — | — |
| 2011–2012   | Team USA               | USHL        | 36  | 15 | 13 | 28  | 32 | 2  | 2 | 0 | 2 | 0 |
|             | U.S. National U17 Team |             | 53  | 25 | 16 | 41  | 62 | —  | — | — | — | — |
|             | U.S. National U18 Team |             | 2   | 1  | 0  | 1   | 0  | —  | — | — | — | — |
| 2012–2013   | Team USA               | USHL        | 26  | 11 | 6  | 17  | 6  | —  | — | — | — | — |
|             | U.S. National U18 Team |             | 67  | 26 | 19 | 45  | 50 | —  | — | — | — | — |
| 2013–2014   | Michigan Wolverines    | NCAA        | 34  | 9  | 9  | 18  | 22 | —  | — | — | — | — |
| 2014–2015   | Michigan Wolverines    | NCAA        | 35  | 9  | 22 | 31  | 14 | —  | — | — | — | — |
| 2015–2016   | Michigan Wolverines    | NCAA        | 38  | 32 | 24 | 56  | 36 | —  | — | — | — | — |
|             | Rockford Icehogs       | AHL         | 5   | 2  | 3  | 5   | 2  | 3  | 2 | 0 | 2 | 0 |
| 2016–2017   | Chicago Blackhawks     | NHL         | 33  | 4  | 3  | 7   | 14 | —  | — | — | — | — |
|             | Rockford Icehogs       | AHL         | 43  | 10 | 6  | 16  | 20 | —  | — | — | — | — |
| 2017–2018   | Columbus Blue Jackets  | NHL         | 31  | 3  | 2  | 5   | 2  | —  | — | — | — | — |
|             | Cleveland Monsters     | AHL         | 17  | 9  | 2  | 11  | 25 | —  | — | — | — | — |
|             | Vancouver Canucks      | NHL         | 15  | 2  | 0  | 2   | 4  | —  | — | — | — | — |
|             | Utica Comets           | AHL         | 2   | 0  | 0  | 0   | 2  | 5  | 2 | 0 | 2 | 2 |
| 2018–2019   | Vancouver Canucks      | NHL         | 74  | 9  | 7  | 16  | 10 | —  | — | — | — | — |
| 2019–2020   | Vancouver Canucks      | NHL         | 34  | 4  | 4  | 8   | 10 | 17 | 4 | 1 | 5 | 2 |
| 2020–2021   | Vancouver Canucks      | NHL         | 24  | 6  | 3  | 9   | 14 | —  | — | — | — | — |
| 2021–2022   | Vancouver Canucks      | NHL         | 49  | 7  | 8  | 15  | 22 | —  | — | — | — | — |
|             | New York Rangers       | NHL         | 9   | 0  | 0  | 0   | 0  | 15 | 2 | 0 | 2 | 4 |
| 2022–2023   | Ottawa Senators        | NHL         | 38  | 3  | 6  | 9   | 4  | —  | — | — | — | — |
| NHL totalt  | NHL totalt             | NHL totalt  | 307 | 38 | 33 | 71  | 80 | 32 | 6 | 1 | 7 | 6 |
| AHL totalt  | AHL totalt             | AHL totalt  | 67  | 21 | 11 | 32  | 49 | 8  | 4 | 0 | 4 | 2 |
| NCAA totalt | NCAA totalt            | NCAA totalt | 107 | 50 | 55 | 105 | 72 | —  | — | — | — | — |
| USHL totalt | USHL totalt            | USHL totalt | 62  | 29 | 19 | 45  | 38 | 2  | 2 | 0 | 2 | 0 |

### Internationellt
| Källa: Uppdaterad: 2023-02-20 | Källa: Uppdaterad: 2023-02-20 | Källa: Uppdaterad: 2023-02-20 |               | Utv = Utvisningsminuter | Utv = Utvisningsminuter | Utv = Utvisningsminuter | Utv = Utvisningsminuter | Utv = Utvisningsminuter |
| År                            | Lag                           | Mästerskap                    | Matcher       | Mål                     | Assists                 | Poäng                   | Utv                     |                         |
| ----------------------------- | ----------------------------- | ----------------------------- | ------------- | ----------------------- | ----------------------- | ----------------------- | ----------------------- | ----------------------- |
| 2013                          | USA                           | U18-VM                        | 7             | 5                       | 2                       | 7                       | 4                       |                         |
| 2015                          | USA                           | JVM                           | 5             | 0                       | 1                       | 1                       | 2                       |                         |
| 2016                          | USA                           | VM                            | 10            | 1                       | 2                       | 3                       | 0                       |                         |
| Junior totalt                 | Junior totalt                 | Junior totalt                 | Junior totalt | 12                      | 5                       | 3                       | 8                       | 6                       |
| Senior totalt                 | Senior totalt                 | Senior totalt                 | Senior totalt | 10                      | 1                       | 2                       | 3                       | 0                       |